# Lijst van voetbalinterlands Lesotho - Mauritius
Deze lijst van voetbalinterlands is een overzicht van alle officiële voetbalwedstrijden tussen de nationale teams van Lesotho en Mauritius. De landen hebben tot op heden dertien keer tegen elkaar gespeeld. De eerste ontmoeting, een kwalificatiewedstrijd voor de Afrika Cup 1974, werd gespeeld op 16 september 1973 in Maseru. Het laatste duel, een groepswedstrijd voor de COSAFA Cup 2023, werd in Durban (Zuid-Afrika) gespeeld op 7 juli 2023.

## Wedstrijden
| №  | Plaats     | Datum             | Competitie                   | Wedstrijd           | Uitslag |
| -- | ---------- | ----------------- | ---------------------------- | ------------------- | ------- |
| 1  | Maseru     | 16 september 1973 | Afrika Cup 1974 kwalificatie | Lesotho − Mauritius | 0 − 0   |
| 2  | Port Louis | 30 september 1973 | Afrika Cup 1974 kwalificatie | Mauritius − Lesotho | 5 − 1   |
| 3  | Port Louis | 12 augustus 1979  | Afrika Cup 1980 kwalificatie | Mauritius − Lesotho | 0 − 1   |
| 4  | Maseru     | 26 augustus 1979  | Afrika Cup 1980 kwalificatie | Lesotho − Mauritius | 1 − 2   |
| 5  | Maseru     | 8 augustus 1992   | Vriendschappelijk            | Lesotho − Mauritius | 1 − 0   |
| 6  | Maseru     | 9 augustus 1992   | Vriendschappelijk            | Lesotho − Mauritius | 2 − 2   |
| 7  | Maseru     | 2 augustus 1998   | Afrika Cup 2000 kwalificatie | Lesotho − Mauritius | 1 − 1   |
| 8  | Curepipe   | 23 augustus 1998  | Afrika Cup 2000 kwalificatie | Mauritius − Lesotho | 3 − 1   |
| 9  | Maseru     | 30 mei 1999       | Vriendschappelijk            | Lesotho − Mauritius | 1 − 2   |
| 10 | Harare     | 21 oktober 2009   | COSAFA Cup 2009              | Mauritius − Lesotho | 0 − 1   |
| 11 | Windhoek   | 12 juni 2016      | COSAFA Cup 2016              | Lesotho − Mauritius | 3 − 0   |
| 12 | Durban     | 8 juli 2022       | COSAFA Cup 2022              | Lesotho − Mauritius | 2 − 1   |
| 13 | Durban     | 7 juli 2023       | COSAFA Cup 2023              | Mauritius − Lesotho | 0 − 2   |

## Samenvatting
| Competitie              | Totaal gespeeld | Winst Lesotho | Gelijk | Winst Mauritius | Doelsaldo Lesotho – Mauritius |
| ----------------------- | --------------- | ------------- | ------ | --------------- | ----------------------------- |
| Afrika Cup-kwalificatie | 6               | 1             | 2      | 3               | 5 − 11                        |
| COSAFA Cup              | 4               | 4             | 0      | 0               | 8 − 1                         |
| Vriendschappelijk       | 3               | 1             | 1      | 1               | 4 − 4                         |
| Totaal                  | 13              | 6             | 3      | 4               | 17 − 16                       |

LFA · 
Lesothaans vrouwenelftal
Interlands
Tegenstander:
Algerije ·
Angola ·
Benin ·
Botswana ·
Burkina Faso ·
Burundi ·
Centraal-Afrikaanse Republiek ·
Comoren ·
Congo-Kinshasa ·
Ethiopië ·
Gabon ·
Gambia ·
Ghana ·
Guinee ·
Ivoorkust ·
Kaapverdië ·
Kameroen ·
Kenia ·
Laos ·
Liberia ·
Libië ·
Madagaskar ·
Malawi ·
Maleisië ·
Marokko ·
Mauritanië ·
Mauritius ·
Mozambique ·
Myanmar ·
Namibië ·
Niger ·
Nigeria ·
Oeganda ·
Rwanda ·
Sao Tomé en Principe ·
Senegal ·
Seychellen ·
Sierra Leone ·
Soedan ·
Swaziland ·
Tanzania ·
Togo ·
Zambia ·
Zimbabwe ·
Zuid-Afrika
MFA · Mauritiaans vrouwenelftal
1947 – 1959 · 
1960 – 1969 · 
1970 – 1979 · 
1980 – 1989 · 
1990 – 1999 · 
2000 – 2009 · 
2010 – 2019 ·
2020 – 2029
Angola ·
Botswana ·
Burundi ·
Comoren ·
Congo-Brazzaville ·
Congo-Kinshasa ·
Djibouti ·
Egypte ·
Equatoriaal-Guinea ·
Ethiopië ·
Fiji ·
Gabon ·
Ghana ·
Guinee ·
Hongkong ·
India ·
Indonesië ·
Ivoorkust ·
Kaapverdië ·
Kameroen ·
Kenia ·
Lesotho ·
Liberia ·
Libië ·
Macau ·
Madagaskar ·
Malawi ·
Malediven ·
Mauritanië ·
Mongolië ·
Mozambique ·
Namibië ·
Nepal ·
Nieuw-Caledonië ·
Oeganda ·
Pakistan ·
Qatar ·
Rwanda ·
Saint Kitts en Nevis ·
Sao Tomé en Principe ·
Senegal ·
Seychellen ·
Singapore ·
Soedan ·
Swaziland ·
Syrië ·
Tanzania ·
Togo ·
Tsjaad ·
Tunesië ·
Zambia ·
Zimbabwe ·
Zuid-Afrika